# Roberto Zoffoli
Roberto Zoffoli (* 14. Januar 1964 in Cesena) ist ein italienischer Politiker (PD). Seit dem 15. Juni 2004 ist er Oberbürgermeister von Cervia.